# Sistema Bethesda

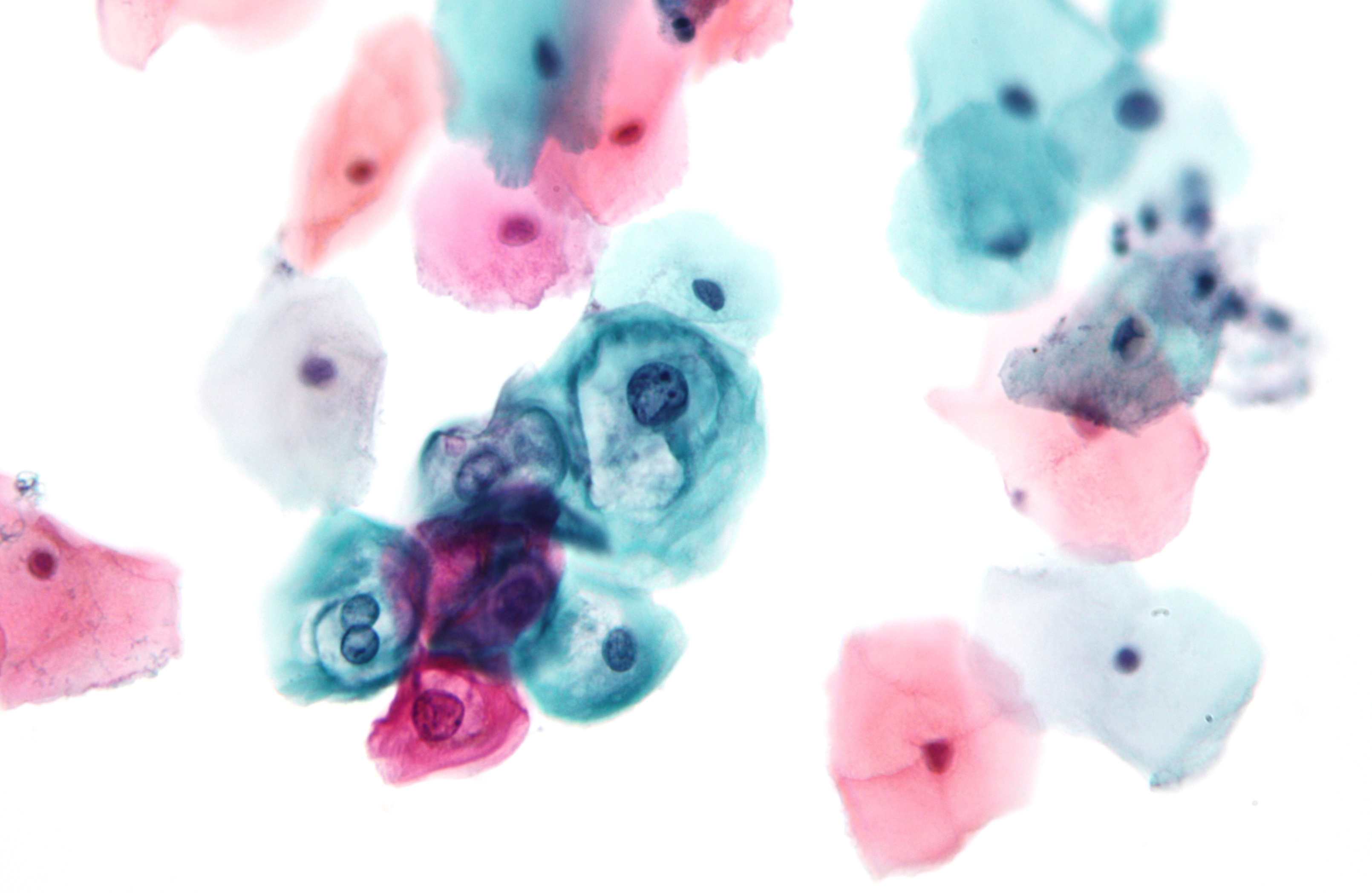
Micrografía mostrando una lesión intraepitelial escamosa de bajo grado (LSIL). La LSIL es una anormalidad encontrada en la prueba de Papanicolaou, consiste en células anormales que pueden desarrollar cáncer cervical. Las células anormales tienen un núcleo agrandado, cromatina irregular y citoplasma relativamente abundante. La binucleación (dos núcleos en una célula) y el glucógeno perinuclear son hallazgos que se pueden apreciar en este tipo de células.

El sistema Bethesda, denominado en inglés The Bethesda System for Reporting Cervical Cytology, es un sistema para reportar los diagnósticos citológicos vaginales o cervicales. Se utiliza para informar de los resultados de la prueba del Papanicolaou. Fue introducido en 1988 y revisado en 1991, 2001, y 2014. Su nombre deriva de la localidad de Bethesda en el estado estadounidense de Maryland donde se celebró la conferencia que estableció el sistema.

## Resultados
Los resultados anormales que se pueden reportar según el sistema al realizar la prueba del Papanicolaou son los siguientes:
- Anomalías de las células escamosas (SIL)
  - Células escamosas atípicas de significado incierto (ASC-US)
  - Células escamosas atípicas sugestivas de alto grado (ASC-H)
  - Lesiones intraepiteliales escamosas de bajo grado (L-SIL)
  - Lesión intraepitelial escamosa de alto grado (H-SIL)
  - Carcinoma de células escamosas (SCC)
- Anomalías de las células epiteliales glandulares (AGC)
  - Las células glandulares atípicas no especificados en otra (AGC-NOS)
  - Las células glandulares atípicas que sugieren neoplasia (AGC-Neo)
  - Adenocarcinoma in situ endocervical (AIS)
  - Adenocarcinoma (AC)